# Congresso da União
O Congresso da União (Congreso General de los Estados Unidos Mexicanos, em espanhol) é o órgão legislativo federal dos Estados Unidos Mexicanos, cuja função é a elaboração de leis e a fiscalização do Estado mexicano. Os poderes e atribuições do Congresso são estipulados pelo Artigo 3º da Constituição de 1917. 
O Congresso da União é uma assembleia bicameral, ou seja, composto por duas câmaras: a Câmara de Deputados, com um total de 500 deputados, e o Senado, constituído por 128 senadores. Dentre as limitações que a Constituição impõe, os congressistas não podem ser reeleitos diretamente após um mandato.
Os partidos políticos maior expressão estão representados no Congresso, através de suas coalizações. Os congressistas reúnem-se anualmente no Distrito Federal (a Cidade do México) no período de setembro a agosto - o chamado período legislativo; ainda assim, durante o recesso parlamentar, uma comissão de 37 parlamentares permanece em atividade. A legislatura tem a duração de 6 anos, assim como os mandatos do Executivo. 
O atual Congresso da União foi eleito em julho de 2012, estendendo-se até 2015.

## Estrutura
O Congresso da União é um órgão bicameral, formado pelo Senado da República (câmara alta) e pela Câmara de Deputados (câmara baixa).

### Câmara de Deputados
A primeira Câmara de Deputados reuniu-se de 1857 a 1861. A Câmara possui 500 membros (diputados), nomeados a cada três anos. Trezentos dos deputados são eleitos diretamente através pelos distritos, de forma que nenhum estado pode ser representado por menos de dois deputados. Os duzentos deputados restantes seguem o sistema de representação proporcional. Para seu melhor funcionamento, a Câmara possui comissões de 30 deputados, divididas por temática a tratar.  

### Senado
A Câmara de Senadores reuniu-se primeiramente em 1823, quando foi convocado o primeiro Congresso constituinte do México. Decidiu-se então que o poder legislativo federal mexicano deveria ser equilibrado em duas câmaras (casas) parlamentares. Em 1829, no primeiro mandato do general Antonio López de Santa Anna, o Senado foi dissolvido e a Câmara transformada em Congreso Unicameral. Somente em 13 de novembro de 1874, na culminância das reformas de Sebastián Lerdo de Tejada, o Senado foi restaurado em suas plenas atividades, restabelecendo o Congreso General. Ficou estabelecido que o Senado abrigaria 2 representantes de cada unidade federativa e que o mandato seria de 2 anos, através de eleições indiretas. 
O Senado possui 128 membros, que representam as entidades federativas. Cada estado elege 3 senadores, cujo mandato é de 6 anos (chamado sexênio) - assim como dos cargos do executivo federal. De cada estado, o trio de senadores é eleito da seguinte forma: dois deles por maioria de votos e o terceiro é o que encabeça o partido ou coligação que atingiu o segundo lugar nas eleições estatais. Dos 128 senadores, 32 são eleitos em representação proporcional, assim como os deputados. 

### Comissão Permanente
A Comissão Permanente (Comisión Permanente) é encarregada das funções do Senado e da Câmara de Deputados durante o período em que o Congresso da União encontra-se em recesso. É composta por 37 membros, dos quais 19 são deputados e 18 senadores, nomeados em plenário na véspera do encerramento oficial das atividades parlamentares. As atividades desta comissão são consideradas atividades extraordinárias.

## Legislatura
No México, a legislatura é o período de três anos em que os membros do Congresso exercem suas funções na Câmara de Deputados ou no Senado, de acordo com a casa para a qual foram eleitos. A legislatura do Senado é subentendida como duas consecutivas, formando então o período de seis anos. A da Câmara de Deputados, por sua vez, exerce uma única legislatura. Deputados ou senadores não podem ser eleitos para uma legislatura seguinte a que finalizaram, porém os suplentes que em nenhum período ocuparam a titularidade de uma das câmaras podem ser eleitos no próximo período legislativo. 
A legislaturas mexicanas são numeradas em algarismos romanos. A primeira legislatura foi estabelecida em 16 de setembro de 1857, em seguida a aprovação da Constituição de 1857. Desde então, manteve-se o mês de setembro como início das atividades legislativas no país. A atual legislatura foi aberta em 1 de setembro de 2012 e será concluída em 31 de agosto de 2016, englobando 628 parlamentares. 

### Legislaturas
(desde 2000)
- LVIII legislatura: 2000 - 2003
- LIX legislatura: 2003 - 2006
- LX legislatura: 2006 - 2009
- LXI legislatura: 2009 - 2012
- LXII legislatura: 2012 - 2016